# مقيفاوات
المقيفاوات (الاسم العلمي: Ehretioideae) هي أسرة من النباتات تتبع فصيلة الحمحمية.

## أجناس
- المقيف
- Bourreria
- Cortesia
- Halgania
- Ixorhea
- Lepidocordia
- Menais
- Patagonula
- Rochefortia
- Rotula
- Tiquilia[3]